# Lotario Rangoni

Stemma dei Rangoni.

Lotario Rangoni Machiavelli (Firenze, 27 luglio 1913 – Pistoia, 2 ottobre 1942) è stato un pilota automobilistico e aviatore italiano.

## Biografia
Appartenente alla famiglia marchionale dei Rangoni di Modena, nacque a Firenze, ma si trasferì da piccolo a Spilamberto.
Pilota quotato (corse con la Fiat e con l'Alfa Romeo), commissionò ad Enzo Ferrari una delle prime due automobili da lui realizzate, la Auto Avio Costruzioni 815 (l'altra fu di Alberto Ascari) che guidò alla Mille Miglia 1940. Vinse anche l'edizione 1939 della Cronoscalata Catania-Etna.
Appassionato anche di volo, durante la guerra fu destinato, come sottotenente pilota del Regio Esercito Italiano, al collaudo dei velivoli a Pistoia. Perì in un incidente durante un test, il 10 ottobre 1942.